# Gavin Newsom
Gavin Newsom   (San Francisco, 10 d'octubre de 1967) és un empresari i polític estatunidenc, governador de Califòrnia des del 7 de gener de 2019. És membre del Partit Demòcrata.
Va graduar-se com a batxiller en Ciències polítiques en la Universitat de Santa Clara. La seva carrera política es va iniciar el 1996, quan l'alcalde de San Francisco, Willie Brown, li va donar un càrrec en la Comissió d'Estacionament i Trànsit. El 2003, va ser elegit alcalde de San Francisco a l'edat de trenta-sis anys, sent l'alcalde més jove de la ciutat en més d'un segle. El 2007 va ser reelegit amb el 72% dels vots.
El 2010, va guanyar l'elecció per a sotsgovernador de California amb el governador Jerry Brown, càrrec per al qual va ser reelegit el 2014. El 2018 va ser elegit governador de Califòrnia, periode en el que va rebre crítiques per la seva gestió de la pandèmia de COVID-19. El 2022 va ser reelegit governador però perdent un 16% de suport.
Com a presentador de televisió, va dirigir de 2012 a 2013 el programa The Gavin Newsom Show. El 2013 va publicar Citizenville, sobre l'ús de les tecnologies de la informació i la comunicació per a la democràcia.